# Dick Rutherford
Richard Burr Rutherford (becenevén: Dick vagy Red; Beatrice, 1891. április 11. – Paradise, Butte megye, Kalifornia, 1976. április 17.) amerikai amerikaifutball-játékos, kosárlabdázó, birkózó, valamint amerikaifutball- és kosárlabdaedző. 1920 és 1923 között az Oregon Agricultural Aggies munkatársa volt.

## Fiatalkora
A beatrice-i középiskola amerikaifutball-csapatának fullbackje volt. Az 1912. januári mérkőzésen tizennégy gólt szerzett.
A Nebraskai Egyetemen amerikai futballozott, birkózott és kosárlabdázott. 1915-ben ő volt a vezetőedzői cím várományosa, de végül 1916-os diplomaszerzését követően 1917-ben edzőhelyettes lett. R. G. Clapp testnevelési igazgató az egyetem valaha volt egyik legjobb sportolójának nevezte.

## Edzőként

### Washington University Bears
1917-ben a Washington University Pikes testnevelési igazgatója, valamint amerikaifutball- és kosárlabdaedzője lett; utóbbi csapata az 1919–20-as szezonban a Missouri Valley Conference bajnokságának második helyét érte el.

### Oregon Agricultural Aggies
1920 áprilisában, harminc évesen az Oregon Agricultural Aggies amerikaifutball-edzője, később pedig testnevelési igazgatója és kosárlabdaedzője lett; utóbbi csapat eredménye 27–19.

#### Lemondása
A háttérben egyesek az edzőkkel kapcsolatban több változást is szorgalmaztak. Rutherford 1924. január 24-én benyújtotta lemondását, amit az igazgatótanács határozatával július 1-jén lépett életbe. A Corvallis Gazette-Times szerint Rutherford lemondatása „nyílt titok” volt. Lemondását követően megköszönte játékosai támogatását.

## Halála
A Kalifornia állambeli Long Beachbe költözött, ahol a Pacific Coast Club igazgatója lett. Később Fallbrookban avokádótermesztő, majd Oceanside-ban iskolai edző volt.
1959-ben Stirling Citybe, 1969-ben pedig Paradise-ba költözött. Sírhelye a paradise-i temetőben van.

## Eredményei amerikaifutball-vezetőedzőként
| Szezon                                                          | Eredmény                                                  | Eredmény                                                  | Helyezés                                                  |
| Szezon                                                          | Összesen                                                  | Konferencia                                               | Helyezés                                                  |
| Washington University Pikers (Missouri Valley Conference)       | Washington University Pikers (Missouri Valley Conference) | Washington University Pikers (Missouri Valley Conference) | Washington University Pikers (Missouri Valley Conference) |
| --------------------------------------------------------------- | --------------------------------------------------------- | --------------------------------------------------------- | --------------------------------------------------------- |
| 1917                                                            | 4–3                                                       | 1–2                                                       | 6.                                                        |
| 1918                                                            | 6–0                                                       | –                                                         | –                                                         |
| 1919                                                            | 5–2                                                       | 2–2                                                       | T-4.                                                      |
| Eredmény:                                                       | 15–5                                                      | 3–4                                                       | –                                                         |
| Oregon Agricultural Aggies (Northwest/Pacific Coast Conference) |                                                           |                                                           |                                                           |
| 1920                                                            | 2–2–2                                                     | 0–1–1 1–2–1                                               | 5.                                                        |
| 1921                                                            | 4–3–2                                                     | 1–1–1 1–2–1                                               | 4.                                                        |
| 1922                                                            | 3–4                                                       | 1–2 1–3                                                   | 5. T-5.                                                   |
| 1923                                                            | 4–5–2                                                     | 2–2–1 1–3–1                                               | T-3. T-6.                                                 |
| Eredmény:                                                       | 13–14–6                                                   | 6–10–3                                                    | –                                                         |
| Összesen:                                                       | 28–19–6                                                   | –                                                         | –                                                         |

## Fordítás
- Ez a szócikk részben vagy egészben  a   Dick Rutherford című angol Wikipédia-szócikk ezen változatának fordításán alapul.  Az eredeti cikk szerkesztőit annak laptörténete sorolja fel. Ez a jelzés csupán a megfogalmazás eredetét és a szerzői jogokat jelzi, nem szolgál a cikkben szereplő információk forrásmegjelöléseként.